# Scenarioplanning

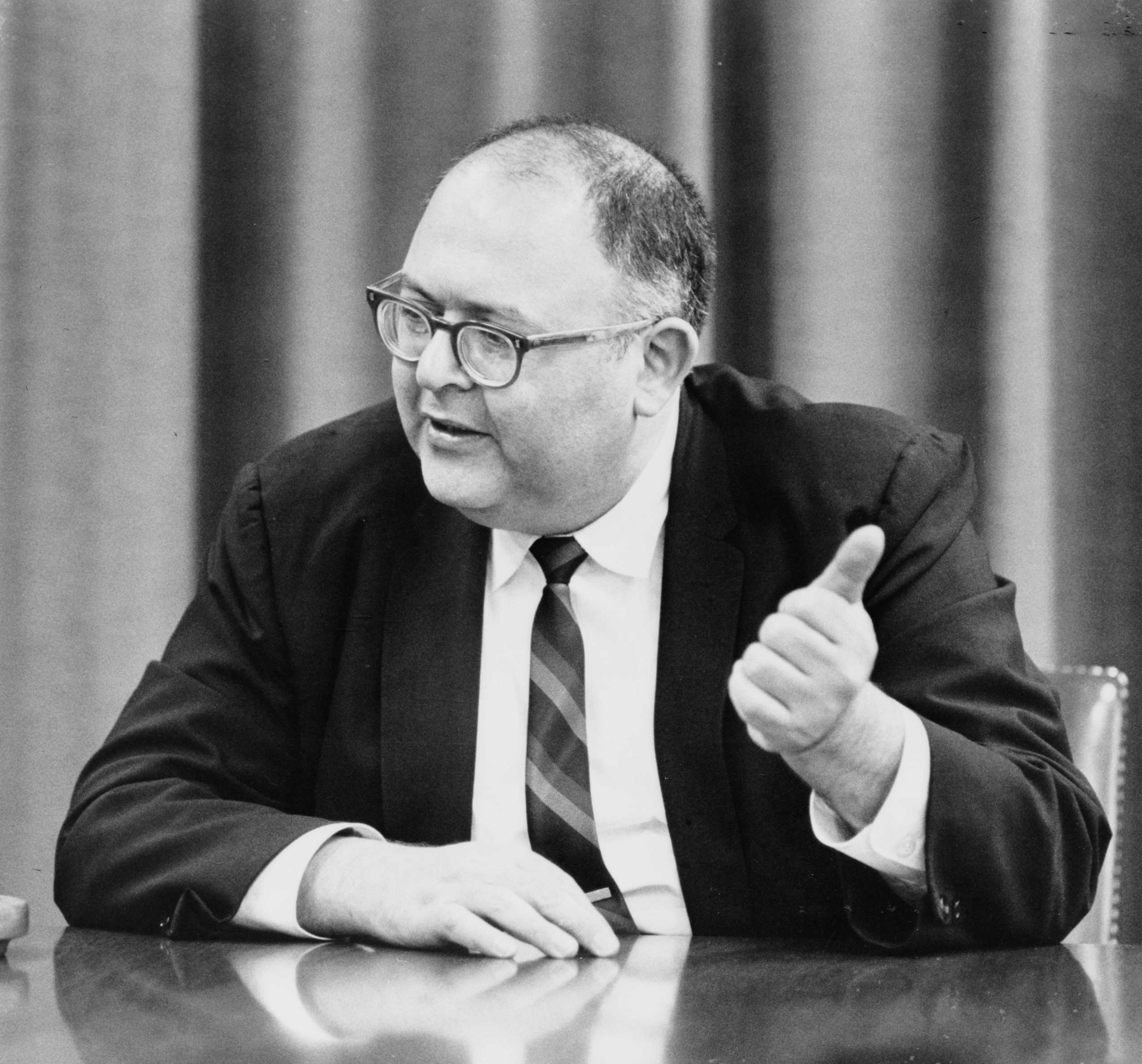
Herman Kahn, 1965

Scenarioplanning of Scenarioanalyse is het ontwikkelen, vergelijken en anticiperen op mogelijke toekomstscenario's.

## Kahn
De vader van scenarioanalyse is Herman Kahn. In de jaren vijftig van de twintigste eeuw was Kahn werkzaam bij de RAND Corporation, een militair-strategische denktank voor de strijdkrachten van de Verenigde Staten. Kahn ontwikkelde daar 'future-now thinking' als techniek om de actie-reactie-patronen bloot te leggen die tot een kernoorlog tussen de Sovjet-Unie en de Verenigde Staten zouden kunnen leiden. In 1960 verscheen On Thermonuclear War. Kahn schetste daarin hoe een klein conflict tussen de supermachten tot een kernoorlog en mondiale vernietiging zou kunnen escaleren. Kahns toekomstbeelden van honderden miljoenen doden werden als voorspellingen opgevat en wekten afschuw en ongeloof op. Daarom benadrukte Kahn dat zijn beschrijvingen geen voorspelling, maar scenario's waren. 'They are only scenarios, intended to be used as thinking tools, nothing more.'
In 1967 publiceerde Kahn het toekomstonderzoek The Year 2000 waarin hij een in vele opzichten bijzonder nauwkeurig beeld schetst van de wereld die wij nu kennen. Hij voorspelde bijvoorbeeld het gebruik van computers voor alle zakelijke en financiële informatievoorziening, gelduitgifte, weersvoorspellingen, misdaadbestrijding. Kahn voorzag toen al dat het gebruik van de personal computer wijdverbreider en makkelijker zou zijn dan 'bridgen of autorijden'. In dit toekomstonderzoek maakte Kahn gebruik van scenarios. Een scenario is een hypothetische reeks gebeurtenissen die de aandacht vestigen op causale relaties en beslissingsmomenten. Ze geven antwoord op de vraag hoe een hypothetische situatie stap voor stap kan ontstaan en op de vraag welke interventiemogelijkheden er zijn om de ontwikkelingen te verhinderen, om te buigen of juist te vergemakkelijken. Op deze wijze konden toekomstscenario's ingezet worden voor overheidsplanning of besluitvorming in het bedrijfsleven op de lange termijn.
In Frankrijk ontwikkelden het Centre d'Etudes Prospectives en de Groupe Futuribles in de jaren vijftig en zestig scenario's van een heel ander type. Deze scenario's waren bedoeld als 'wetenschappelijke utopia's' die als blauwdruk voor de maatschappelijke ontwikkeling van Frankrijk moesten dienen. Toekomstonderzoekers gaven zo de normatieve richting aan voor politici en beleidsmakers.
Scenarioanalyse werd beroemd bij het grote publiek door het rapport De grenzen aan de groei uit 1972 van de Club van Rome. Met modelberekeningen en computersimulaties werden scenario's ontwikkeld die de langetermijneffecten van bevolkingsgroei, industrialisatie en milieuschade in kaart brachten. De conclusie van de Club van Rome was dat de mensheid snel moest ingrijpen om een catastrofe te voorkomen. Het grote publiek vatte de scenario's echter op als onontkoombare voorspellingen. Er ontstond een heftig debat waarin vooral de computers en het rekenmodel het moest ontgelden. De schok die de scenario's teweegbrachten zorgde voor milieubewustzijn en inzicht de consequenties van milieuverontreiniging op de lange termijn.

## Shell
In de jaren zeventig veroorzaakte Shell een radicale breuk met de scenarioanalyse van de jaren vijftig en zestig. Directeur van de Planning Group, Fransman Pierre Wack, stelde dat de oude planningsystemen van Shell waren ontwikkeld voor een stabiele, vertrouwde wereld waar alles 'meer van hetzelfde was'. Als de toekomst niet langer stabiel of zeker is, is iedere poging om die ene juiste voorspelling te doen, gedoemd te mislukken. Scenario's moesten niet de zekerheden opzoeken, maar zich richten op de onzekerheden en deze structureren.
Bij het ontwikkelen van scenario's over de toekomst van de olie-industrie tot 2000 maakte Wack een onderscheid tussen voorspelbare en onzekere factoren. Het team van Pierre Wack ontdekte tijdens de scenario-ontwikkeling dat scenario’s geen simpele optelsommen mogen zijn van overduidelijke onzekerheden. Ook de fundamentele belangen van de belangrijkste spelers en hun handelingsmogelijkheden moesten worden opgenomen in de scenario's. Zo konden de scenario's een basis vormen voor strategische actie.
Een belangrijke les voor het team van Arie de Geus, de opvolger van Pierre Wack, was dat de scenario's alleen invloed hadden op het management van Shell, als ze aansloten bij het referentiekader van de managers. Voor managers is het vaak moeilijk om hun beeld van de werkelijkheid te veranderen. Peter Drucker stelt in dit verband:
The greatest danger in times of turbulence is not the turbulence; it is to act with yesterday's logic.
De scenario's moesten er toe leiden dat de managers bereid waren hun eigen beeld bij te stellen en hun blik te veranderen. Zo kunnen managers van hun eenzijdige kijk op de wereld afkomen en zich een scherper beeld van de werkelijkheid en de toekomst vormen. Door in de scenario’s aan te sluiten bij het referentiekader van de managers, werd het management betrokken bij de ontwikkeling.
In 1973 werd een scenario van Wack werkelijkheid door de oliecrisis. Terwijl andere oliemaatschappijen werden verrast door de ontwikkelingen, was Shell voorbereid op wat komen kon. De economische winst van een goede voorbereiding liep zelfs in de miljarden. Een nieuwe manier van planning die niet was gericht op planning and control, maar was gebaseerd op een grondige analyse van onzekerheden, leek doorgebroken. Door het succes van de Shell-scenario's kreeg de scenariomethode veel navolging. Velen dachten echter dat Shell met zijn scenario's de oliecrisis had 'voorspeld'. Door een gebrekkige toepassing van de scenariomethode vanuit een uitgangspunt van controle en voorspellen, nam het gebruik van scenario's weer even snel af als het was opgekomen.

## Hernieuwde bloei
In de jaren negentig kende scenarioanalyse een nieuwe bloeiperiode. Scenario's worden voor velen het ultieme postmoderne instrument om over de toekomst te praten. Niet de waarheid en de juistheid van de feiten staan centraal, maar het communicatieproces en de dialoog tussen mensen. Doel van toekomstverhalen is het tot stand brengen van goede onderlinge communicatie en het expliciet maken van de onderliggende denkbeelden over de toekomst. Vanaf de jaren negentig ontstaan twee nieuwe, verschillende visies op denken over de toekomst.
In de ene visie zijn scenario's uiteindelijk bedoeld om de toekomst beter te kunnen voorspellen. De grote onzekerheden die door nader onderzoek niet gereduceerd kunnen worden, kunnen volgens deze visie met kansberekeningen worden becijferd. Deze methodiek gaat uit van een maakbare samenleving. Scenario’s bieden managers en besluitvormers optimale antwoorden op strategische problemen.
In de andere visie gaat het bij scenario's niet om het vinden van het juiste antwoord. Er worden verschillende mogelijke toekomstbeelden geschetst om percepties te veranderen en de geest te scherpen. Rationele analyse kan leiden tot business-as-usual beslissingen. In situaties van grote complexiteit vereisen de juiste strategische keuzes ook intuïtie en creativiteit. In deze scenariovisie wordt gebruikgemaakt van een combinatie van twee methodes: analytische technieken zoals modellen en risicoanalyse en participatieve technieken zoals strategiediscussies en focusgroepen.
De toekomst van maatschappelijke problemen is soms zeer complex. De interactie van verschillende dimensies en processen lijkt vaak discontinu. Tegenwoordig worden scenario's daarom voor allerlei doeleinden en in verschillende contexten gebruikt, van kleine bedrijven en non-profit organisaties tot gemeentes, provincies en ministeries, multinationale ondernemingen als Shell, KPN en internationale organisaties als de Wereldbank.
De nieuwste generatie toekomstonderzoekers richt zich niet alleen op zekere onzekerheden, maar ook op onverwachte ontwikkelingen, verrassingen, risico's, wild cards of 'early warning': zwakke signalen in de maatschappij die pas herkend worden als ze al in werking zijn getreden. De aanslagen op 11 september 2001, de SARS-uitbraak en de coronapandemie zijn gebeurtenissen die in de 21ste eeuw symbool staan voor een gevoel van kwetsbaarheid en discontinuïteit. Sommige auteurs stellen dat deze discontinuïteit kenmerkend is voor deze tijd, anderen bepleiten dat onverwachte ontwikkelingen altijd al hebben plaatsgevonden. 
Analyses van complexe ontwikkelingen in de maatschappij maken inmiddels deel uit van het publieke debat, maar toepassingen in de strategische beleidsvorming zijn nog relatief nieuw. Managers raken meer en meer bekend met scenarioanalyse, maar beleidsmakers en politici zijn minder geneigd na te denken over gebeurtenissen die misschien helemaal nooit zullen plaatsvinden. Discontinuïteit bestaat uit gebeurtenissen die abrupt (rampen) of geleidelijk (processen) plaatsvinden, met voorziene of onduidelijke en onvoorziene gevolgen. Dit geeft mensen het gevoel dat ze in drijfzand vastzitten en doet sommige deskundigen weer de zekerheid opzoeken. Er zijn vooraanstaande experts die pleiten voor het kritisch toepassen van wetenschappelijke methoden. Het geloof in de voorspelbaarheid van de samenleving is onder deze toekomstonderzoekers weer nadrukkelijk aanwezig.
Een andere reactie van deskundigen is om te benadrukken dat veel 'onverwachte' ontwikkelingen terug te plaatsen zijn in patronen. Peter Schwartz richt zich in zijn boek op Inevitable Surprises (2003) op gebeurtenissen die voor veel mensen als verrassing worden ervaren, maar vanuit maatschappelijke patronen wel degelijk te voorspellen en zelfs logisch zijn.